# 吉田純子 (児童文学作家)
吉田 純子（よしだ じゅんこ、1965年-　）は、日本の児童文学作家。
埼玉県生まれ。淑徳短期大学児童福祉学科卒業。日本児童文学者協会会員。「季節風」同人。

## 著書
- 『大ドロボウ石川五十五えもん』細川貂々絵 ポプラ社 2008

『大ドロボウ五十五えもんの一日けいさつ署長』2009
『大ドロボウ五十五えもんのドロボウ学校』2009
- 『一年一組ミウの絵日記』市居みか絵 PHP研究所 2011
- 「学校にはナイショ♂逆転美少女・花緒」ポプラカラフル文庫

1、ミラクル転校生!?』pun2 画  2011
2、パーティーの主役!?』pun2画 2012
3、花三郎に胸キュン!?　pun2, 中村ユキチ画 2012
4、プリンセスをプロデュース!?　2013
5、ピンチはチャンス!? 2013
- 『セロリマン♪さんじょうでやんす』土屋富士夫絵 岩崎書店 2012
- 「おばけのポーちゃん」つじむらあゆこ絵　あかね書房

1．おばけどうぶつえん　2014
2．おばけかいぞく　2014
3．おばけえんそく　2015
4．がっこうのおばけ　2016
5．おばけのなつやすみ　2016
- 『カエル王国のプリンセス』 加々見絵里絵　ポプラポケット文庫

1、あたし、お姫様になる!? 2014
2(デートの三原則!?)2014
3 (フレー!フレー!ラブラブ大作戦) 2014
4 (ライバルときどき友だち?　2015
5 (王子様はキューピッド?　2015
- 『プリプリプリン姫』細川貂々絵 ポプラ社

1、プリンセスが転校生?』2014
2 (王子さまがやってくる!)2015
3 (100点よりもステキなもの) 2015